# 아리역
아리역(태국어: อารีย์)은 타이 방콕에 있는 전철역이다.